# إسحاق بن طلحة بن عبيد الله
إسحاق بن طلحة بن عبيد الله (توفي عام 56 هـ) تابعي وأحد رواة الحديث النبوي، عينه الخليفة معاوية بن أبي سفيان في سنة 56 هـ على خراج ولاية خراسان، إلا أنه توفي في طريقه إلى هناك. هو ابن طلحة بن عبيد الله، وكان أبناؤه وأحفاده من رواة الحديث في المدينة والكوفة.

## سيرته
هو إسحاق ابن الصحابي طلحة بن عبيد الله، وأمه وأم أبان بنت عتبة بن ربيعة، خالة معاوية بن أبي سفيان. توفي أبوه طلحة في معركة الجمل بالقرب من البصرة. استقر إسحاق مع أخويه الشقيقين إسماعيل ويحيى في الكوفة.
عيَّنه معاوية على خراج خراسان في عام 675 / 56 هـ إلى جانب أسلم بن زرعة الكلابي، الذي كان مكلفاً بالشؤون العسكرية. توفي إسحاق في طريقه إلى خراسان، وتولى أسلم مسؤولياته من جانب واحد. توفي في الري، حيث ذكر قبره الرحالة الصوفي الهروي (ت 1215م).
تزوج إسحاق أم أويس ابنة أبي موسى الأشعري، وأنجب معاوية وموسى، وكلهم رواة للحديث النبوي.

## روايته للحديث
- روى عن: أبيه طلحة بن عبيد الله، وعبد الله بن عباس، وعائشة بنت أبي بكر.[7]
- روى عنه: ابنا أخيه إسحاق بن يحيى بن طلحة بن عبيد الله، وطلحة بن يحيى بن طلحة بن عبيد الله، وابنه معاوية بن إسحاق بن طلحة بن عبيد الله.[7]
- الجرح والتعديل: روى له الترمذي، وابن ماجه.[7]

## معلومات المصادر الكاملة
- Ahmed، Asad Q. (2010). The Religious Elite of the Early Islamic Ḥijāz: Five Prosopographical Case Studies. Oxford: University of Oxford Linacre College Unit for Prosopographical Research. ISBN:978-1-900934-13-8. مؤرشف من الأصل في 2024-02-28.
- Bosworth، C. E. (1968). Sīstān under the Arabs: From the Islamic Conquest to the Rise of the Ṣaffārids (30–250, 651–864). Rome: Istituto italiano per il Medio ed Estremo Oriente. OCLC:956878036.
- Meri، Josef W. (2004). ʻAlī Ibn Abī Bakr Al-Harawī's Kitāb Al-Ishārāt Ilā Maʻrifat Al-Ziyārāt. Darwin Press.
- Shaban، M. A. (1970). The Abbasid Revolution. Cambridge University Press. ISBN:0-521-29534-3. مؤرشف من الأصل في 2024-05-19.